# Leptocoma brasiliana
El suimanga ventrigranate (Leptocoma brasiliana) es una especie de ave paseriforme de la familia Nectariniidae propia del sur de Asia. Anteriormente se consideraba una subespecie del suimanga gorjipúrpura.

## Distribución y hábitat

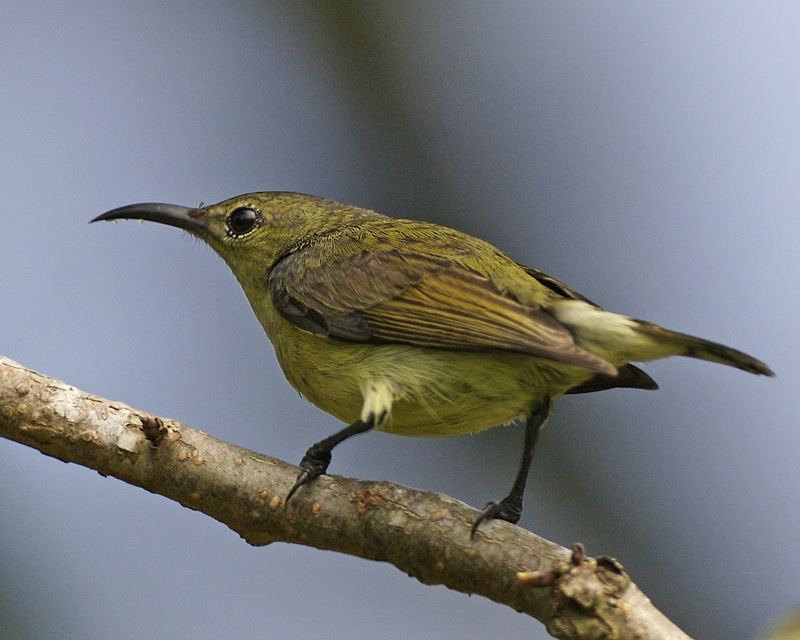
Hembra.

Se encuentra en el noreste del subcontinente indio y el sudeste asiático, llegando a las islas de Sumatra, Borneo y el oeste de Java. Su hábitat natural son los bosques húmedos tropicales y manglares.